# 1776
1776 (MDCCLXXVI) var ett skottår som började en måndag i den gregorianska kalendern och ett skottår som började en fredag i den julianska kalendern.

## Händelser

### Januari

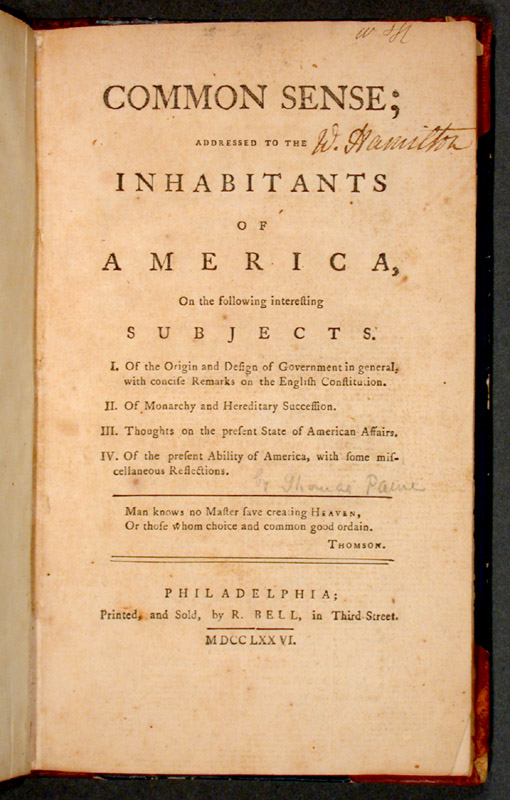
10 januari – Common Sense publiceras.

- 10 januari – Thomas Paine publicerar pamfletten Common Sense.[1]

### Mars
- Mars – Den svenska spannmålshandeln blir helt fri till förmån för jordbruket.
- 9 mars – Adam Smith publicerar boken Wealth of Nations.

### Maj
- 1 maj – Illuminatorden bildas.
- 2 maj – Allmän frihet att sälja brännvin införs i Sverige. I Stockholm serveras samma dag den första så kallade "kronosupen" med brännvin från de nystartade kronobrännerierna.

### Juni
- 6 juni – Askersunds stad i Sverige drabbas av en stadsbrand.[2]
- 28 juni – Norra Finland får en egen hovrätt med säte i Vasa.

### Juli

4 juli – USA förklarar sig självständigt från Storbritannien.

- 4 juli – USA:s självständighetsförklaring undertecknas.

### Augusti
- 1 augusti – Vicekungadömet Río de la Plata skiljs från Vicekungadömet Peru.[3]

### September
- 20 september – Brand i Gävle, Sverige.[4]

### Okänt datum
- Johan Liljencrantz myntrealisation stabiliserar den svenska ekonomin. Gamla papperssedlar inlöses till silver till halva värdet och riksdalern blir riksmynt.
- Amiralitetskollegium flyttas från Karlskrona till Stockholm, men Karlskrona förblir flottbas.
- Överståthållare Carl Sparre får igenom förslaget om två "generaladjutanter av flygeln", det vill säga en i Sverige och en i Finland.
- Carl Michael Bellman utses till hovsekreterare och sekreterare vid Nummerlotteriet.
- Efter mönster från Paris inrättar Gustav III den så kallade kungliga poliskammaren, som, vid sidan av stadsvakten, skall vaka över säkerheten i Stockholm.

## Födda

### Första kvartalet

#### Januari
- 24 januari – E.T.A. Hoffmann, tysk författare och kompositör. (död 1822)

#### Februari
- 4 februari – Gottfried Reinhold Treviranus, tysk fysiolog. (död 1837)

#### Mars
- 12 mars – Lady Hester Stanhope, brittisk resenär. (död 1839)

### Andra kvartalet

#### April
- 1 april – Sophie Germain, fransk matematiker. (död 1831)

#### Maj
- 4 maj – Johann Friedrich Herbart, tysk filosof och pedagog. (död 1841)

#### Juni
- 1 juni – Pavel Sjuvalov, rysk militär. (död 1823)

### Tredje kvartalet

#### Juli
- 4 juli – Ethan Allen Brown, amerikansk jurist, politiker och diplomat, guvernör i Ohio 1818–1822. (död 1852)
- 5 juli – Bernard Smith, amerikansk politiker. (död 1835)

#### Augusti
- 9 augusti – Amedeo Avogadro, italiensk fysiker och kemist. (död 1856)
- 18 augusti – Agustín de Argüelles, spansk politiker. (död 1844)
- 27 augusti – Barthold Georg Niebuhr, dansk-tysk historiker och politiker. (död 1831)

#### September
- 17 september – Langdon Cheves, amerikansk politiker. (död 1857)

### Fjärde kvartalet

#### Oktober
- 30 oktober – George M. Bibb, amerikansk politiker, USA:s finansminister 1844–1845. (död 1859)
- 31 oktober – Francis Locke, amerikansk politiker. (död 1823)

#### November
- 15 november – Pehr Henrik Ling, "den svenska gymnastikens fader". (död 1839)

#### December
- 8 december – William Logan, amerikansk jurist och politiker, senator 1819–1820. (död 1822)

## Avlidna

### Första kvartalet

#### Januari
- 1 januari – Frederyk Dederichs, 57, svensk militär och konstnär.
- 4 januari – Niels Hjersing Clementin, 54, dansk skådespelare.
- 12 januari – Johann Philipp Murray, 49, tysk historiker.

#### Februari
- 16 februari – Anders Lidstrand, 72, svensk militär.
- 18 februari – Anne Monson, 49, brittisk botaniker.

#### Mars
- 10 mars – Niclas Sahlgren, 74, direktör för Svenska Ostindiska Companiet.
- 22 mars – Niclas Österbom, 73, svensk bildhuggare.
- 24 mars – John Harrison, 82, engelsk klockkonstruktör.

### Andra kvartalet

#### April
- 5 april – Gustaf Fredrik Hjortberg, 51, svensk präst, känd från den så kallade Hjortbergstavlan.
- 17 april – Peder Christopher Stenersen, 53, norsk präst och författare.
- 22 april – Johann Adolf Scheibe, 67, tysk-dansk kompositör.

#### Maj
- 4 maj – Jacques Saly, 58, fransk skulptör.
- 7 maj – Maria Anna Josepha av Bayern, 41, markgrevinna av Baden-Baden.
- 11 maj – Fredrik Carl Sinclair, 52, svensk greve, militär och politiker.
- 23 maj – Julie de Lespinasse, 43, fransk salongsvärd.
- 29 maj – Bernhard Reinhold von Hauswolff, 76, svensk ämbetsman.

#### Juni
- 28 juni – Sven Kihlman, 79, svensk präst.

### Tredje kvartalet

#### Juli
- 3 juli – Samuel Schenberg, 71, svensk präst.

#### Augusti
- 2 augusti – Louis François de Bourbon, 58, fransk prins och militär.
- 7 augusti – Erik Gustaf Queckfeldt, 87, svensk militär.
- 25 augusti – David Hume, 65, skotsk filosof, historiker och nationalekonom.

#### September
- 1 september – Ludwig Christoph Heinrich Hölty, 27, tysk poet.
- 4 september – Jacob Serenius, 76, svensk biskop i Strängnäs sedan 1763.
- 8 september – Abraham von Björnmarck, 77, svensk militär.
- 19 september – Christian Horrebow, 58, dansk astronom.
- 20 september – Christofer Johan Rappe, 57, svensk friherre och ämbetsman.
- 22 september – Nathan Hale, 21, amerikansk revolutionär, avrättad.
- 23 september – Nils Hülphers, 64, svensk politiker.
- 30 september – Samuel Loenbom, 51, svensk historiker.

### Fjärde kvartalet

#### Oktober
- 8 oktober – Margrethe Marie Thomasine Numsen, 71, dansk hovdam.
- 20 oktober – Georg Henrik Lybecker, 55, svensk friherre och militär.
- 22 oktober – Louise de Ramezay, 71, kanadensisk feodal godsägare och industrialist.
- 27 oktober – Abraham Magni Sahlstedt, 60, svensk språkforskare.

#### November
- 29 november – Zanetta Farussi, 69, italiensk skådespelare.

#### December
- 14 december – Johann Jakob Breitinger, 75, schweizisk estetiker.

### Fotnoter
1. ↑  ”Timeline of the American Revolutionary War”. Independence Hall. Arkiverad från originalet den 30 maj 2007. https://web.archive.org/web/20070530054927/http://ushistory.org/march/timeline.htm. Läst 1 juni 2007.
2. ↑  ”Askersunds historia”. Föreningen Gamla Askersund. http://gamlaaskersund.se/verksamhet/historia.htm. Läst 25 mars 2011.
3. ↑  ”Statesmen”. http://www.worldstatesmen.org/Argentina.html.
4. ↑  ”Det hände i dag”. http://webnews.textalk.com/se/calendar.php?id=9747&type=month&ds=20100920&list=true.